# Ctenophora septentrionalis
Ctenophora septentrionalis är en tvåvingeart som först beskrevs av Alexander 1921.  Ctenophora septentrionalis ingår i släktet Ctenophora och familjen storharkrankar. Inga underarter finns listade i Catalogue of Life.